# Araneus hamiltoni
Araneus hamiltoni là một loài nhện trong họ Araneidae.
Loài này thuộc chi Araneus. Araneus hamiltoni được William Joseph Rainbow miêu tả năm 1893.